# Damian von Siebold
Johann Theodor Damian von Siebold, född 1768 i Würzburg, Furstbiskopsdömet Würzburg, död 1828 i Darmstadt, var en tysk läkare. Han var son till Carl Caspar von Siebold samt bror till Christoph, Barthel och Elias von Siebold.
Damian von Siebold gifte sig 1795 med Josepha Heiland i hennes andra äktenskap. Han blev då styvfar till Charlotte Heiland, som sedan kom att bära hans efternamn. Vid sin död var han övermedicinalråd i Darmstadt.